# Jaya Bachchan
Jaya Bhaduri, actualment coneguda com a Jaya Bachchan, nom de casada, (en bengalí জয়া ভাদুড়ী বচ্চন, en hindi जया बच्चन) (Jabalpur, 9 d'abril de 1948) és una actriu de cinema índia. Entre mitjans dels anys seixanta i mitjans dels setanta se la va considerar com una de les millors actrius de l'època, reconeguda sobretot pel seu estil naturalista. Després d'una llarga pausa deguda al seu casament i a la maternitat, va retrobar l'èxit a finals dels noranta tot interpretant sovint una mare en pel·lícules com Fiza (2000), Kabhi Khushi Kabhie Gham... (2001) o Kal Ho Naa Ho (2003), que li van valer nombroses nominacions i premis de cinema.
Està casada amb el famós actor Amitabh Bachchan i és mare del també actor Abhishek Bachchan.
D'altra banda, el 2004 va ser elegida al Rajya Sabha ("Consell dels Estats" del parlament indi) com a representant del Samajwadi Party, fins al 2006, que el va perdre.

## Filmografia
| Any  | Pel·lícula                  | Rol                     | Notes                                        |
| ---- | --------------------------- | ----------------------- | -------------------------------------------- |
| 1963 | Mahanagar                   | Bani                    | pel·lícula bengalí                           |
| 1971 | Guddi                       | Kusum/Guddi             | Nominada − Filmfare Award a la millor actriu |
| 1971 | Dhanni Meye                 | Monasha                 | Bengali film                                 |
| 1971 | Uphaar                      |                         | Nominada − Filmfare Award a la millor actriu |
| 1972 | Jawani Diwani               | Neeta Thakur            |                                              |
| 1972 | Bawarchi                    | Krishna Sharma          |                                              |
| 1972 | Parichay                    | Rama                    |                                              |
| 1972 | Bansi Birju                 | Bansi                   |                                              |
| 1972 | Piya Ka Ghar                | Malti                   |                                              |
| 1972 | Annadata                    |                         |                                              |
| 1972 | Ek Nazar                    | Shabnam                 |                                              |
| 1972 | Samadhi                     |                         |                                              |
| 1972 | Koshish                     | Aarti Mathur            | Nominada − Filmfare Award a la millor actriu |
| 1972 | Shor                        | Raat Ki Rani/Rani       |                                              |
| 1972 | Jai Jawan Jai Makan         |                         |                                              |
| 1973 | Gaai Aur Gori               | Neeta Thakur            |                                              |
| 1973 | Anamika                     | Anamika/Kanchan/Archana |                                              |
| 1973 | Phagun                      | Krishna Sharma          |                                              |
| 1973 | Zanjeer                     | Mala                    |                                              |
| 1973 | Abhimaan                    | Uma Kumar               | Filmfare Award a la millor actriu            |
| 1974 | Aahat                       |                         |                                              |
| 1974 | Dil Diwana                  |                         |                                              |
| 1974 | Kora Kagaz                  | Archana Gupta           | Filmfare Award a la millor actriu            |
| 1974 | Naya Din Nai Raat           |                         |                                              |
| 1974 | Doosri Sita                 |                         |                                              |
| 1975 | Mili                        | Mili Khanna             | Nominada − Filmfare Award a la millor actriu |
| 1975 | Chupke Chupke               | Vasudha Kumar           |                                              |
| 1975 | Sholay                      | Radha                   |                                              |
| 1977 | Abhi To Jee Lein            | Jaya                    |                                              |
| 1978 | Ek Baap Chhe Bete           |                         |                                              |
| 1979 | Nauker                      | Geeta                   | Filmfare Award a la millor actriu            |
| 1981 | Silsila                     | Shobha Malhotra         | Nominada − Filmfare Award a la millor actriu |
| 1998 | Hazaar Chaurasi Ki Maa      | Sujata Chatterji        |                                              |
| 2000 | Fiza                        | Mother Nishatbi         | Filmfare Award a la millor actriu secundària |
| 2001 | Kabhi Khushi Kabhie Gham... | Nandini Raichand        | Filmfare Award a la millor actriu secundària |
| 2002 | Koi Mere Dil Se Poochhe     | Mansi Devi              |                                              |
| 2003 | Kal Ho Naa Ho               | Jennifer Kapur          | Filmfare Award a la millor actriu secundària |
| 2007 | Laaga Chunari Mein Daag     | Sabitri Sahay           |                                              |
| 2008 | Lovesongs                   |                         |                                              |
| 2008 | Drona                       | Queen Jayanti           |                                              |
| 2010 | Aap Ke Liye Hum             |                         |                                              |
| 2011 | Meherjaan                   | Meher                   | pel·lícula bengalí                           |